# ماو سارث
ماو سارث (بالخميرية: ម៉ៅ សារ៉េត)‏ (وبالكمبودية: ម៉ៅ សា រ៉េ ត) هي موسيقارة كمبودية أنتجت العديد من الأعمال من عام 1950 إلى عام 1970. وُلدت ماو في عام 1944 في منطقة باتامبانج التي تُعرف حاليًا بثمار كول. كان اسم ولادتها بول ساران. تأثر عملها من الموسيقى الغربية المخلوطة مع أجهزة الخمير. أدّت ماو العديد من العروض مع سين سيسامواث في فريق سانجكوم ريستر نيومSangkum Reastr Niyum. جنبُا إلى جنب مع معظم المطربين الموسيقى الشعبية في ذلك العصر، قُتلت ماو عل يد الخمير الحُمر خلال الحرب الأهلية الكمبودية.
أثّرت أعمالها على روس سيري سوثيا وجيل من الموسيقيين الكمبوديين قبل عصر الخمير الحمر في أواخر السبعينيات.

## حياتها الشخصية
قالت ماو سارث خلال مقابلة مع هوي تي أن لديها ثلاث أخوات وأنها تنحدر من عائلة من الموسيقيين. كما قالت أنها كانت تحب قراءة الروايات الرومانسية في وقت فراغها.

## أعمالها
سجّلت ماو سارث حوالي 300 أغنية، بما في ذلك:
- سايونارا[5]
- سامهانغ توناها، والتي ألفها يانغ
- كتم شوريا
- بومبلت عون جوس
- ثانسور كيريروم
- نترا تشيا ساجنا
- ليلة من لومبهات[6]
- الراقص الفنزويلي[6]